# Campeonato de España de Primera División de balonmano 1951-52
El Campeonato de España de Primera División de balonmano de la temporada 1951-52 se disputó en la localidad de Madrid, entre los días 17 y 21 de marzo de 1952. Fue la I edición de dicho campeonato.

## Sede
Los encuentros se desarrollaron en la pista del Frontón Recoletos

## Participantes
- Comunidad de Madrid: Atlético Madrid, Real Madrid CF y San Fernando de Madrid.
- Comunidad Valenciana: Betis Florida de Alicante y Montañeros FJ de Valencia.
- Cataluña: CF Badalona y UE San Gervasio.
- Aragón: Iberia de Zaragoza.
- Galicia: SEU Vigo.
- Andalucía: Imperial de Córdoba.

## Resultados y clasificaciones
De los diez equipos participantes cuatro jugaron una eliminatoria previa, y los dos equipos vencedores, junto con los otros seis equipos, accedieron a los cuartos de final.
(En negrita, equipos clasificados para la siguiente ronda).

## Eliminatoria previa
- San Gervasio 12-5 SEU de Vigo
- Real Madrid 19-5 Iberia de Zaragoza

## Desarrollo
|  | Cuartos de final | Cuartos de final |                |                 | Semifinales | Semifinales |  |                 | Final       | Final |  |
|  |                  |                  |                |                 |             |             |  |                 | 21 de marzo |       |  |
|  |                  |                  |                |                 |             |             |  |                 |             |       |  |
|  |                  |                  |                |                 |             |             |  |                 |             |       |  |
|  | Atlético Madrid  | 6                |                |                 |             |             |  |                 |             |       |  |
|  | Atlético Madrid  | 6                |                |                 |             |             |  |                 |             |       |  |
|  | Imperial Córdoba | 4                |                |                 |             |             |  |                 |             |       |  |
|  | Imperial Córdoba | 4                |                | Atlético Madrid | 10          |             |  |                 |             |       |  |
|  |                  |                  |                | Atlético Madrid | 10          |             |  |                 |             |       |  |
|  |                  |                  | Real Madrid CF | 8               |             |             |  |                 |             |       |  |
|  | Real Madrid CF   | 24               | Real Madrid CF | 8               |             |             |  |                 |             |       |  |
|  | Real Madrid CF   | 24               |                |                 |             |             |  |                 |             |       |  |
|  | Montañeros FJ    | 6                |                |                 |             |             |  |                 |             |       |  |
|  | Montañeros FJ    | 6                |                |                 |             |             |  | Atlético Madrid | 13          |       |  |
|  |                  |                  |                |                 |             |             |  | Atlético Madrid | 13          |       |  |
|  |                  |                  | San Fernando   | 3               |             |             |  |                 |             |       |  |
|  | San Fernando     | 7                | San Fernando   | 3               |             |             |  |                 |             |       |  |
|  | San Fernando     | 7                |                |                 |             |             |  |                 |             |       |  |
|  | UE San Gervasio  | 3                |                |                 |             |             |  |                 |             |       |  |
|  | UE San Gervasio  | 3                |                | San Fernando    | 8           |             |  |                 |             |       |  |
|  |                  |                  |                | San Fernando    | 8           |             |  |                 |             |       |  |
|  |                  |                  | CF Badalona    | 6               |             |             |  |                 |             |       |  |
|  | CF Badalona      | 24               | CF Badalona    | 6               |             |             |  |                 |             |       |  |
|  | CF Badalona      | 24               |                |                 |             |             |  |                 |             |       |  |
|  | Betis Florida    | 3                |                |                 |             |             |  |                 |             |       |  |
|  | Betis Florida    | 3                |                |                 |             |             |  |                 |             |       |  |
|  |                  |                  |                |                 |             |             |  |                 |             |       |  |

## Cuartos de final
- Badalona 24-3 Betis Florida de Alicante
- Atlético Madrid 6-4 Imperial de Córdoba
- San Fernando de Madrid 7-3 San Gervasio
- Real Madrid 24-6 Montañeros de Valencia

## Semifinales
- Atlético Madrid 10-8 Real Madrid
- San Fernando 8-6 Badalona

Partido por el 3º y 4º puesto:
Badalona - Real Madrid (el Badalona cedió el 3.er puesto al Madrid por no tener los suficientes jugadores para la disputa del encuentro; se jugó un partido entre el Madrid y un conjunto d jugadores del Badalona y el San Gervasio)

## Final
Atlético Madrid 13-3 San Fernando

## Resumen
- Campeón: Atlético Madrid
- Subcampeón: San Fernando de Madrid
- Tercero: Real Madrid CF
- Cuarto: CF Badalona
- Cuartofinalistas: Betis Florida de Alicante, Imperial de Córdoba, UE San Gervasio y Montañeros FJ de Valencia
- Eliminados en la previa: SEU de Vigo e Iberia de Zaragoza.

| Comunidad de Madrid                |
| Campeón Atlético Madrid 1.º título |